# سن-زنون، کبک
سن-زنون (به فرانسوی: Saint-Zénon) شهری در منطقه شهری ماتاوینی ناحیه لانودییر در استان کبک کانادا است. در سرشماری سال ۲۰۱۱ این شهر ۱٬۲۵۲ نفر جمعیت داشته‌است و مساحت آن ۴۸۸٫۶۹ کیلومتر مربع است.